# ايرونكا سي-3
ايرونكا سي-3 (بالإنجليزية: Aeronca C-3)‏ هي طائرة خفيفة، أحادية السطح ذات مقعد واحد. أنتجت في الولايات المتحدة. من صناعة ايرونكا. صنع منها 400 طائرة.